# Юн-Улуг
Юн-Улуг (кит. упр. 都藍可汗, пиньинь doulankehan, Дулань-хан Юнъюйлюй; личное имя кит. упр. 阿史那雍虞闾, пиньинь ashina yongyulü — Ашина Юнъюйлюй) — Сын Бага-Ышбара хана, 8-й каган Гёктюрк (Небесных Тюрок) с 588 по 599 год.

## Правление
По косвенным сведениям, Юн-Улуг участвовал в походе 583 года против Торэмен Апа-хана.
После смерти кагана Бага-Ышбара хана тюркская знать выбрала Юн-Улуга в качестве нового кагана. Новый каган решил поддерживать дружественные отношения с Суй и сразу отправил подарки императору и получил 2 000 кусков шёлка. Тюрки желали торговли с Китаем и отправили императору 10 000 лошадей, 20 000 овец, по 500 верблюдов и быков. Император решил открыть торговлю с тюрками.
В 589 Суй Вэнь-ди покорил Чэнь и послал жене кагана, китаянке Чжао Цзюнь (она же Цянь Цзинь) фамильный щит рода Чэнь. Чжао Цзюнь происходила из дома Чэнь и император таким образом решил уязвить её. Царевна ответила императору стихами
Император счёл себя оскорблённым дерзостью царевны. Суй Вэнь-ди обвинил Чжао Цзюнь в измене (с Нали-ханом) и указом снял с неё титул, но забрать её у кагана он не мог. Император отправил гуня Нюданя с четырьмя певицами-рабынями в подарок кагану, чтобы отнять у него Чжао Цзюнь.
В 593 китаец Ян Синь сообщил кагану, что режим Суй не слишком популярен в Китае и можно не посылать дань императору.
В 594 специальный посол Чжансунь Шэн оклеветал Ян Синя и добился его казни. Позже он встретился с Толис-ханом Жангаром (кит. Жанцзянь) который желал брака с суйской принцессой. Через советника Пэй Цзюя Жангару передали, что если он убьёт Чжао Цзюнь, то получит невесту. В 597 Жангар оклеветал царевну перед каганом и её казнили. Каган понял, что Жангар его обманул, но к тому времени Жангар уже сбежал и собрал своё войско. Начались сражения каганских войск и войск Жангара.

### Война с Жангаром
Император стал активно поддерживать Жангара: отправил ему царевну Иань, трёх особых послов: Нюданя, Сувэй Хулюя и Сяо Сяня, разрешил Жангару поселиться в крепости Дугинь, где осыпал его подарками, но постоянно следил за ним. Юн-Улуг принял это, как открытый вызов его власти и стал часто нападать на китайскую границу.
В 598 ван Ян Сю вышел из Линчжоу для нападения на кагана. Нападение не получилось. В 599 году каган объединился со своим другом западным ханом Дату (Кара-Чюрин-Тюрком). Их войска разметали суйцев, прорвали границу в Ордосе и вторглись в Юйчжоу. Братья и сыновья Жангара погибли в бою. Сам Жангар с пятью всадниками и Чжансунь Шэном бежал из ставки. Жангар стал колебаться и хотел просить пощады у Кара-Чурина, но Чжансунь Шэн обманом заставил его приехать к Суй Вэнь-ди. Там Жангара держали в неволе, но хорошо кормили. Вскоре к Жангару присоединился Тюзлюк (кит. Дусулу). Император снабжал Жангара деньгами, чтобы он подкупал всех тюркских князей, которые приедут к нему.
Летом 599 генералы Гао Фань и Ян Со напали на Кара-Чурина. Китайская армия действовала в необычной манере, ударив атакующих тюрок своей конницей в лоб. Много китайской кавалерии полегло, но замешательство тюрок позволило атаковать китайской пехоте. Армия Кара-Чурина была разбита. Жангар был провозглашён Иличжэнь-доу Циминь-ханом, ему соорудили дворец в Диличэне, дали царевну Ичэн (Иань уже умерла) и окружили свитой. Каган Юн-Улуг не переставал нападать на Жангара и Вэнь-ди переселил его в Хэнань, где поселил в роскошном дворце.
В конце 599 года тюрки (вероятно подкупленные Суй) убили кагана Юн-Улуга в степи. Каганат фактически уже раскололся на части, но Кара-Чурин-Тюрк сам провозгласил себя каганом.